# Meleiro
Meleiro é um município brasileiro do Estado de Santa Catarina.

## Etimologia
O topônimo Meleiro designa muitas colmeias encontradas pelos primeiros exploradores, logo, as colmeias estavam repletas de mel. Os desbravadores iniciais do município foram as famílias luso-brasileiras Rocha e Macedo, e logo em seguida, os imigrantes italianos, sob a liderança da família Mezzari.

## História

### Origens e povoamento
Há muitos anos, o homem civilizado passou pelo atual território do município de Meleiro. Porém, somente em 1892, as primeiras famílias estabeleceram-se na região. São elas: os Rocha e os Macedo, de origem portuguesa. Alguns anos depois vieram as famílias Piazza e Mezzari, de origem italiana. E, com o crescimento da imigração, a localidade prosperou.

### Formação administrativa e história recente
Em 1929, eleva-se à categoria de vila, e, fato interessante, a região que é, hoje, o município de Turvo (desmembrado de Meleiro), passou a integrar-lhe. A autonomia política do município de Meleiro foi conquistada, em 21 de julho de 1958, por meio da Lei nº 348. Porém, logo sua situação administrativa foi perdida, e o município foi definitivamente criado, por meio da Lei nº 773, de 27 de novembro de 1961. O novo município foi instalado em 20 de dezembro de 1961.
O prefeito que venceu as primeiras eleições municipais foi o senhor Luiz de Pelegrini. Sua área é de 186,618 km², pertencente à Mesorregião do Sul Catarinense. As principais fontes de renda do município são a agricultura e a pecuária.
A etimologia do nome Meleiro é originária do mel silvestre, que os primeiros exploradores encontraram em abundância.

## Economia
A economia do município baseia-se no cultivo de arroz, feijão, milho e fumo, no extrativismo vegetal e na indústria de calçados para exportação. 

## Turismo
As abelhas desapareceram, mas o nome que lembra fartura de mel permanece no município dedicado à agricultura. 

### Datas festivas
- 15 de agosto (Festa de Nossa Senhora da Glória, padroeira do município),
- Julho (Festa do Colono),
- Maio (Festa do Arroz/bienal),
- Junho (Carnaval de Inverno),
- Novembro (Baile do Chope e Festival de Municipal de Dança),
- Dezembro (Natal-Luz e Festa da Emancipação)

## Geografia
- Colonização - Italiana.
- Principais etnias - Italiana.
- Localização - Sul, na microrregião de Araranguá, a 230 km de Florianópolis e 37 km de Criciúma.
- Clima - Cfa - Subtropical úmido, com verão quente e temperatura média de 19,3°C.